# Zrádci (2. řada)
Druhá řada Zrádců bude mít premiéru na TV Prima 14. září 2025 a o týden dřív na prima+.  Finále by mělo být odvysíláno 30. listopadu 2025.

## Soutěžící
Hry se účastní skupina 24 soutěžících, která byla na začátku hry rozdělena na Zrádce a Věrné.
| Soutěžící                                                | Příslušnost   | Konec ve hře  |
| -------------------------------------------------------- | ------------- | ------------- |
| Daniela (Daniela Brzobohatá) 46 let, moderátorka         | bude oznámeno | bude oznámeno |
| Tomáš (Tomáš Kučera) ? let, správce ubytovacího zařízení | bude oznámeno | bude oznámeno |
| Petra (Petra Černá) 45 let, vězeňská vyšetřovatelka      | bude oznámeno | bude oznámeno |
| Sára (-) ? let, prodejkyně zájezdů                       | bude oznámeno | bude oznámeno |
| Petr (Petr Nýdrle) 50 let, režisér, lektor               | bude oznámeno | bude oznámeno |
| Čestmír (Čestmír Strakatý) 40 let, podcaster, novinář    | bude oznámeno | bude oznámeno |
| bude oznámeno                                            | bude oznámeno | bude oznámeno |
| bude oznámeno                                            | bude oznámeno | bude oznámeno |
| bude oznámeno                                            | bude oznámeno | bude oznámeno |
| bude oznámeno                                            | bude oznámeno | bude oznámeno |
| bude oznámeno                                            | bude oznámeno | bude oznámeno |
| bude oznámeno                                            | bude oznámeno | bude oznámeno |
| bude oznámeno                                            | bude oznámeno | bude oznámeno |
| bude oznámeno                                            | bude oznámeno | bude oznámeno |
| bude oznámeno                                            | bude oznámeno | bude oznámeno |
| bude oznámeno                                            | bude oznámeno | bude oznámeno |
| bude oznámeno                                            | bude oznámeno | bude oznámeno |
| bude oznámeno                                            | bude oznámeno | bude oznámeno |
| bude oznámeno                                            | bude oznámeno | bude oznámeno |
| bude oznámeno                                            | bude oznámeno | bude oznámeno |
| bude oznámeno                                            | bude oznámeno | bude oznámeno |
| bude oznámeno                                            | bude oznámeno | bude oznámeno |
| bude oznámeno                                            | bude oznámeno | bude oznámeno |
| bude oznámeno                                            | bude oznámeno | bude oznámeno |
| bude oznámeno                                            | bude oznámeno | bude oznámeno |

## Historie hlasování
| Epizoda           | Epizoda           | 1              | 2             | 3             | 4             | 5             | 6             | 7             | 8             | 9             | 10            | 11            | 12            |
| ----------------- | ----------------- | -------------- | ------------- | ------------- | ------------- | ------------- | ------------- | ------------- | ------------- | ------------- | ------------- | ------------- | ------------- |
| Rozhodnutí Zrádců | Rozhodnutí Zrádců | Nikdo          | bude oznámeno | bude oznámeno | bude oznámeno | bude oznámeno | bude oznámeno | bude oznámeno | bude oznámeno | bude oznámeno | bude oznámeno | bude oznámeno | Nikdo         |
| Rozhodnutí Zrádců | Rozhodnutí Zrádců | Nikdo          | bude oznámeno | bude oznámeno | bude oznámeno | bude oznámeno | bude oznámeno | bude oznámeno | bude oznámeno | bude oznámeno | bude oznámeno | bude oznámeno | Nikdo         |
| Štít              | Štít              | Nikdo          | bude oznámeno | bude oznámeno | bude oznámeno | bude oznámeno | bude oznámeno | bude oznámeno | bude oznámeno | bude oznámeno | bude oznámeno | bude oznámeno | Nikdo         |
| Vyhnán/a          | Vyhnán/a          | bude oznámeno  | bude oznámeno | bude oznámeno | bude oznámeno | bude oznámeno | bude oznámeno | bude oznámeno | bude oznámeno | bude oznámeno | bude oznámeno | bude oznámeno | bude oznámeno |
| Hlasy             | Hlasy             | bude oznámeno  | bude oznámeno | bude oznámeno | bude oznámeno | bude oznámeno | bude oznámeno | bude oznámeno | bude oznámeno | bude oznámeno | bude oznámeno | bude oznámeno | bude oznámeno |
|                   |                   |                |               |               |               |               |               |               |               |               |               |               |               |
|                   | Daniela           | Nehlasovalo se | bude oznámeno | bude oznámeno | bude oznámeno | bude oznámeno | bude oznámeno | bude oznámeno | bude oznámeno | bude oznámeno | bude oznámeno | bude oznámeno | bude oznámeno |
|                   | Tomáš             | Nehlasovalo se | bude oznámeno | bude oznámeno | bude oznámeno | bude oznámeno | bude oznámeno | bude oznámeno | bude oznámeno | bude oznámeno | bude oznámeno | bude oznámeno | bude oznámeno |
|                   | Petra             | Nehlasovalo se | bude oznámeno | bude oznámeno | bude oznámeno | bude oznámeno | bude oznámeno | bude oznámeno | bude oznámeno | bude oznámeno | bude oznámeno | bude oznámeno | bude oznámeno |
|                   | Sára              | Nehlasovalo se | bude oznámeno | bude oznámeno | bude oznámeno | bude oznámeno | bude oznámeno | bude oznámeno | bude oznámeno | bude oznámeno | bude oznámeno | bude oznámeno | bude oznámeno |
|                   | Petr              | Nehlasovalo se | bude oznámeno | bude oznámeno | bude oznámeno | bude oznámeno | bude oznámeno | bude oznámeno | bude oznámeno | bude oznámeno | bude oznámeno | bude oznámeno | bude oznámeno |
|                   | Čestmír           | Nehlasovalo se | bude oznámeno | bude oznámeno | bude oznámeno | bude oznámeno | bude oznámeno | bude oznámeno | bude oznámeno | bude oznámeno | bude oznámeno | bude oznámeno | bude oznámeno |
|                   | bude oznámeno     | Nehlasovalo se | bude oznámeno | bude oznámeno | bude oznámeno | bude oznámeno | bude oznámeno | bude oznámeno | bude oznámeno | bude oznámeno | bude oznámeno | bude oznámeno | bude oznámeno |
|                   | bude oznámeno     | Nehlasovalo se | bude oznámeno | bude oznámeno | bude oznámeno | bude oznámeno | bude oznámeno | bude oznámeno | bude oznámeno | bude oznámeno | bude oznámeno | bude oznámeno | bude oznámeno |
|                   | bude oznámeno     | Nehlasovalo se | bude oznámeno | bude oznámeno | bude oznámeno | bude oznámeno | bude oznámeno | bude oznámeno | bude oznámeno | bude oznámeno | bude oznámeno | bude oznámeno | bude oznámeno |
|                   | bude oznámeno     | Nehlasovalo se | bude oznámeno | bude oznámeno | bude oznámeno | bude oznámeno | bude oznámeno | bude oznámeno | bude oznámeno | bude oznámeno | bude oznámeno | bude oznámeno | bude oznámeno |
|                   | bude oznámeno     | Nehlasovalo se | bude oznámeno | bude oznámeno | bude oznámeno | bude oznámeno | bude oznámeno | bude oznámeno | bude oznámeno | bude oznámeno | bude oznámeno | bude oznámeno | bude oznámeno |
|                   | bude oznámeno     | Nehlasovalo se | bude oznámeno | bude oznámeno | bude oznámeno | bude oznámeno | bude oznámeno | bude oznámeno | bude oznámeno | bude oznámeno | bude oznámeno | bude oznámeno | bude oznámeno |
|                   | bude oznámeno     | Nehlasovalo se | bude oznámeno | bude oznámeno | bude oznámeno | bude oznámeno | bude oznámeno | bude oznámeno | bude oznámeno | bude oznámeno | bude oznámeno | bude oznámeno | bude oznámeno |
|                   | bude oznámeno     | Nehlasovalo se | bude oznámeno | bude oznámeno | bude oznámeno | bude oznámeno | bude oznámeno | bude oznámeno | bude oznámeno | bude oznámeno | bude oznámeno | bude oznámeno | bude oznámeno |
|                   | bude oznámeno     | Nehlasovalo se | bude oznámeno | bude oznámeno | bude oznámeno | bude oznámeno | bude oznámeno | bude oznámeno | bude oznámeno | bude oznámeno | bude oznámeno | bude oznámeno | bude oznámeno |
|                   | bude oznámeno     | Nehlasovalo se | bude oznámeno | bude oznámeno | bude oznámeno | bude oznámeno | bude oznámeno | bude oznámeno | bude oznámeno | bude oznámeno | bude oznámeno | bude oznámeno | bude oznámeno |
|                   | bude oznámeno     | Nehlasovalo se | bude oznámeno | bude oznámeno | bude oznámeno | bude oznámeno | bude oznámeno | bude oznámeno | bude oznámeno | bude oznámeno | bude oznámeno | bude oznámeno | bude oznámeno |
|                   | bude oznámeno     | Nehlasovalo se | bude oznámeno | bude oznámeno | bude oznámeno | bude oznámeno | bude oznámeno | bude oznámeno | bude oznámeno | bude oznámeno | bude oznámeno | bude oznámeno | bude oznámeno |
|                   | bude oznámeno     | Nehlasovalo se | bude oznámeno | bude oznámeno | bude oznámeno | bude oznámeno | bude oznámeno | bude oznámeno | bude oznámeno | bude oznámeno | bude oznámeno | bude oznámeno | bude oznámeno |
|                   | bude oznámeno     | Nehlasovalo se | bude oznámeno | bude oznámeno | bude oznámeno | bude oznámeno | bude oznámeno | bude oznámeno | bude oznámeno | bude oznámeno | bude oznámeno | bude oznámeno | bude oznámeno |
|                   | bude oznámeno     | Nehlasovalo se | bude oznámeno | bude oznámeno | bude oznámeno | bude oznámeno | bude oznámeno | bude oznámeno | bude oznámeno | bude oznámeno | bude oznámeno | bude oznámeno | bude oznámeno |
|                   | bude oznámeno     | Nehlasovalo se | bude oznámeno | bude oznámeno | bude oznámeno | bude oznámeno | bude oznámeno | bude oznámeno | bude oznámeno | bude oznámeno | bude oznámeno | bude oznámeno | bude oznámeno |
|                   | bude oznámeno     | Nehlasovalo se | bude oznámeno | bude oznámeno | bude oznámeno | bude oznámeno | bude oznámeno | bude oznámeno | bude oznámeno | bude oznámeno | bude oznámeno | bude oznámeno | bude oznámeno |
|                   | bude oznámeno     | Nehlasovalo se | bude oznámeno | bude oznámeno | bude oznámeno | bude oznámeno | bude oznámeno | bude oznámeno | bude oznámeno | bude oznámeno | bude oznámeno | bude oznámeno | bude oznámeno |

## Mise
| Epizoda | Název         | Dostupná výhra | Získaná výhra | Celková výhra | Štít |
| ------- | ------------- | -------------- | ------------- | ------------- | ---- |
| 1       | bude oznámeno | bude oznámeno  | bude oznámeno | bude oznámeno | —    |
|         |               |                |               |               |      |